# Mniobia tarda
Mniobia tarda är en hjuldjursart som beskrevs av Donner 1949. Mniobia tarda ingår i släktet Mniobia och familjen Philodinidae. Inga underarter finns listade i Catalogue of Life.